# Verzorgingsplaats De Lucht (A59)
Verzorgingsplaats De Lucht is een Nederlandse verzorgingsplaats, gelegen aan de zuidzijde van de A59 in de richting Serooskerke-Oss tussen afritten 51 en 52 in de gemeente Bernheze.
Op De Lucht is de horecagelegenheid "Eetalage" gevestigd, dit restaurant bestaat uit een Burger King en een Subway.
De onderneming die de horeca op deze verzorgingsplaats verzorgt, is dezelfde als die bij verzorgingsplaats De Lucht langs de A2.
Aan de overzijde ligt verzorgingsplaats De Geffense Barrière.